# ليونيد زوييف
ليونيد زوييف (بالروسية: Леонид Викторович Зуев)‏ هو لاعب كرة قدم روسي في مركز الوسط، ولد في 12 يناير 1991 في كراسنويارسك في روسيا. لعب مع سيبير نوفوسيبيريسك.